# سیارک ۱۴۸۷
سیارک ۱۴۸۷ (به انگلیسی: 1487 Boda، نامگذاری:1938WC) هزار و چهارصد و هشتاد و هفتمین سیارک کشف شده‌است که در ۱۷ نوامبر ۱۹۳۸ و در هایدلبرگ کشف شد.
قدر مطلق سیارک برابر ۱۰٫۶۰ است.